# Jože Furlan
Jože Furlan, slovenski inženir elektrotehnike, * 8. julij 1934, Limbuš, † junij 2020

## Življenje in delo
Jože Furlan je leta 1957 diplomiral na Fakulteti za elektrotehniko v Ljubljani in tam 1968 tudi doktoriral. Od 1958 je bil zaposlen na ljubljanski Fakulteti za elektrotehniko, od 1977 kot redni profesor. Leta 1960 in 1969 se je strokovno izpopolnjeval v Združenih državah Amerike. V raziskovalnem delu se je ukvarjal z mikroelektroniko, raziskoval je teorijo in tehnologijo  polprevodnikov, integriranih vezij in sončnih celic. Sam ali v soavtorstvu je napisal več učbenikov in v domači in tuji literaturi objavil več člankov in referatov. Izdelal je več deset poročil in prijavil 3 patente. Njegova bibliografija obsega preko 400 zapisov. V letih 1972−1985 je bil predsednik Jugoslovanske sekcije mednarodnega združenja elektrotehniških in elektronskih inženirjev. Prejel je Vidmarjevo nagrado,  po upokojitvi pa so mu podelili naziv zaslužni profesor ljubljanske univerze. 

## Izbrana bibliografija
- Elektronika (COBISS)
- Osnove polprevodniških elementov (COBISS)
- Uvajanje in uporaba nekonvencionalnih virov energije. Amorfne silicijeve sončne celice (COBISS)
- Nove tehnologije za pretvarjanje in rabo energije ter industrijska energetika. Amorfne silicijeve sončne celice (COBISS)
- Analitična in numerična obravnava ter karakterizacija homogenih in nehomogenih struktur iz amorfnega silicija (COBISS)